# Inklusion

Eulerdiagram som visar att
A är en delmängd av B

Inklusion är inom matematiken relationen {\displaystyle \subseteq } på mängden av delmängder till en given mängd.
{\displaystyle A\subseteq B}, utläses: A är en delmängd av B.
Inklusion är en ordningsrelation.